# Пхумисак, Тит
Тит Пхумисак (тайск. จิตร ภูมิศักดิ์, 25 сентября 1930 — 5 мая 1966) — тайский писатель, поэт, лингвист, историк и революционер. Слыл «тайским Че».

## Биография
Тит Пхумисак родился в бедной семье в провинции Прачинбури, восточный Таиланд, он изучал филологию в Университете Чулалонгкорна в Бангкоке. Ещё в студенческие годы познакомился с основными идеями марксизма; в 1953 году он был нанят посольством США для помощи Уильяму Дж. Джедни, американскому лингвисту, работающему в Таиланде, перевести «Коммунистический манифест» на тайский язык (в попытке подстегнуть правительство Таиланда к более жесткой позиции по отношению к коммунизму).
Его работы были антинационалистическими и прогрессивными и рассматривались как угроза государству жестко антикоммунистическим правительством Сарит Танарат. Он был арестован в 1957 году, заклеймен коммунистом, В заключении поэт продолжает писать стихи, ведет литературное обозрение в газете «Тхай май», публикует статьи в других изданиях. Через шесть лет в тюрьме был признан невиновным судом и освобожден.
В 1965 году он поступил в Коммунистическую партию Таиланда со штаб-квартирой в джунглях гор Phu Phan в провинции Сакхон Накхон. 5 мая 1966 года его застрелили жители деревни недалеко от деревни Нонг Кунг в районе Вартичафум. Его тело было сожжено, однако останки не были преданы погребению с должной церемонией вплоть до 1989 года, когда они, наконец, были помещены в ступу в соседнем Ват Праситтианвон. По мнению Пола М. Хандли, автора биографии Пхумипона Адульядета «Король никогда не улыбается», на самом деле Тита Пхумисака расстреляли правительственные силы.

## Творчество
Тит Пхумисак владел всеми сложными размерами тайского стихосложения, богатым арсеналом художественных средств классической поэзии, но, используя их в политической поэзии, наделял новыми, непривычными функциями — слова «высокого стиля» служили для выражения едкой иронии, смена размеров — для передачи разговорных интонаций. Поэтический талант Тита Пхумисака ярко проявился в поэме «Хвалебная песнь великому городу Бангкоку в эпоху прогресса» (1964), в которой строгость традиционной формы сочетается с вполне современной лексикой, смелой сатирой, протестом против репрессий и злоупотреблений военной диктатуры. Но самой широкой известностью пользуется песенная поэзия Тита Пхумисака, созданная в традициях народных песен-импровизаций: «Марш тайских рабочих», «Рамвонг (хоровод) 1 Мая», «Марш молодежи», «Любовь под звуки колокольчика», «Еще жива надежда», «Свет звезды нашей веры», «Зов родных мест» (Песня повстанца) и др. В 70-е гг. эти размеры становятся самыми популярными в тайской поэзии, на их основе создается своеобразный «белый стих» — «клон плау».
Хорошо известны тайскому читателю многие политические и философские стихи Пхумисака, все произведения которого отличает совершенство стихотворной формы, глубина содержания, яркий, выразительный поэтический язык, широкий диапазон образов, — «Религиозные деяния — сделка с Богом», «Красота женщины», «В чем смысл жизни?», «Речь молодых», «Жизнь — это борьба». Ряд стихотворений поэта, как, например, «Мораль журналиста», «Щепотка риса», «Напоминание журналисту от старого друга»,— посвящены проблеме долга писателя, журналиста перед народом.
Тит Пхумисак перевел на тайский язык роман Горького «Мать», и именно его перевод обеспечил произведению широкую популярность в Таиланде.

## Книги
- Лицо тайского феодализма[тайск.] (โฉมหน้าศักดินาไทย, 1957)
- Искусство для жизни, искусство для народа (ศิลปเพื่อชีวิต ศิลปเพื่อประชาชน, 1957)
- Боец нового поколения (นักรบของคนรุ่นใหม่, 1974)